# Cararic (roi des Francs)
Pour l’article homonyme, voir Cararic (roi des Suèves).
Cararic (vers 460 - 491 ou 510) était un roi d'une partie des Francs saliens, probablement à Tongres dans la seconde moitié du Ve siècle. Il est uniquement connu par un passage de l'Histoire des Francs de Grégoire de Tours.

## Biographie
Cararic était sans doute l'un des descendants du roi Clodion le Chevelu et donc un proche cousin du roi Clovis Ier. Il était roi, probablement à Tongres, l'un des royaumes francs avec ceux de Tournai, de Cambrai et de Cologne.
En 486, lorsque son cousin Clovis entreprit la conquête du royaume de Syagrius, il lui promit de participer à l'expédition. Cependant, lors de la bataille, Cararic se tient à distance de la mêlée, dans l'intention de ne se prononcer qu'en faveur de l'armée victorieuse. L'armée de Syagrius se désagrégea rapidement et les hommes de Cararic participèrent aux pillages avec les hommes de Clovis.
Plus tard, en 491 ou en 510, Clovis décide d'annexer les royaumes de ses cousins. Pour Cararic, il prend comme prétexte pour l'attaquer, son attitude lors de la bataille de Soissons. Clovis fait capturer puis exécuter Cararic et son fils. Il s'empare ensuite de leur royaume.
Quelques années après la mort de Cararic, les Francs saliens firent de sa mort un chant épique. Ils s'inspirèrent pour cela de la légende du dictateur d'Albe Mettius Fufetius (Tite-Live, Histoire I, 27 et 28).

## Sources
Voici l'unique source d'époque sur Cararic :

« Après cela il marcha contre Chararich. Quand il s'était battu avec Syagrius, ce Chararich, appelé au secours de Clovis, s'était tenu à distance sans aider aucun des partis, mais en préférant attendre l'issue de l'action pour se lier d'amitié avec celui à qui la victoire reviendrait. C'est pour cette cause que Clovis indigné marcha contre lui. L'ayant circonvenu par des ruses, il s'empara de lui ainsi que de son fils et après les avoir ligotés il les tondit et fit ordonner Chararich prêtre, puis son fils diacre. Or comme Chararich se plaignait et se lamentait de l'humiliation qu'il subissait, on rapporte que son fils aurait dit : "Ces feuillages ont été coupés sur du bois vert et ils ne sèchent pas complètement ; mais ils repousseront rapidement pour pouvoir grandir. Plaise à Dieu que celui qui a fait cela périsse rapidement". Ces paroles par lesquelles ils menaçaient de laisser croître leur chevelure et de l'assassiner lui-même parvinrent aux oreilles de Clovis. Mais il ordonna de les punir tous deux de mort. Quand ils furent morts, il s'empara de leur royaume ainsi que de leurs trésors et de leurs peuples. »

— Grégoire de Tours, Histoire des Francs, 592 - traduction Robert Latouche.